# كريستيان هولم (رسام)
كريستيان هولم (بالدنماركية: Christian Holm)‏ هو رسام دنماركي، ولد في 18 فبراير 1804 في كوبنهاغن في الدنمارك، وتوفي في 24 يوليو 1846 في تيفولي في إيطاليا.